# 1794
Cette page concerne l'année 1794  du calendrier grégorien.
L'année 1794 est une année commune qui commence un mercredi.

## Événements
- 7 février, Rio Nunez : début de l'exploration de James Watt et Matthew Winterbottom en Guinée et dans le Haut Niger pour le compte de la Sierra Leone Company[1].
- 25 février : Hawaii est placé sous protectorat de la Grande-Bretagne par George Vancouver[2].

- 28 mai : couronnement de Narayana III[3](Ang Eng), roi du Cambodge sous la suzeraineté du Siam, qui enlève les provinces cambodgiennes de Battambang et d’Angkor[4] (fin en 1907).

- 24 octobre : prise et destruction de Kerman par les Kadjars[5]. Lotf Ali Khan, dernier souverain de la dynastie Zand, parvient à fuir mais est capturé près de Bam et exécuté. L’eunuque Kadjar Agha Muhammad se fait proclamer Chah à Téhéran et fonde la dynastie des Kadjars (fin en 1925). Il soumet tout l’Iran auquel il impose sa tyrannie (fin en 1797). Il reprend la Géorgie aux Russes, vainc l’Afchar Shah Rukh.

- Banqueroute de la Compagnie néerlandaise des Indes orientales (VOC)[6].

### Amérique
- 4 février : décret de la Convention abolissant l’esclavage[7]. La Martinique occupée ne peut en bénéficier, à la différence de la Guadeloupe.

- 22 mars : les Britanniques occupent la Martinique (fin en 1802)[8].
- 27 mars : Naval Act of 1794 du Congrès des États-Unis créant l'United States Navy[9].
- 7 juin : reprise aux Anglais du fort Fleur d'épée en Guadeloupe par les troupes de la République française[10].

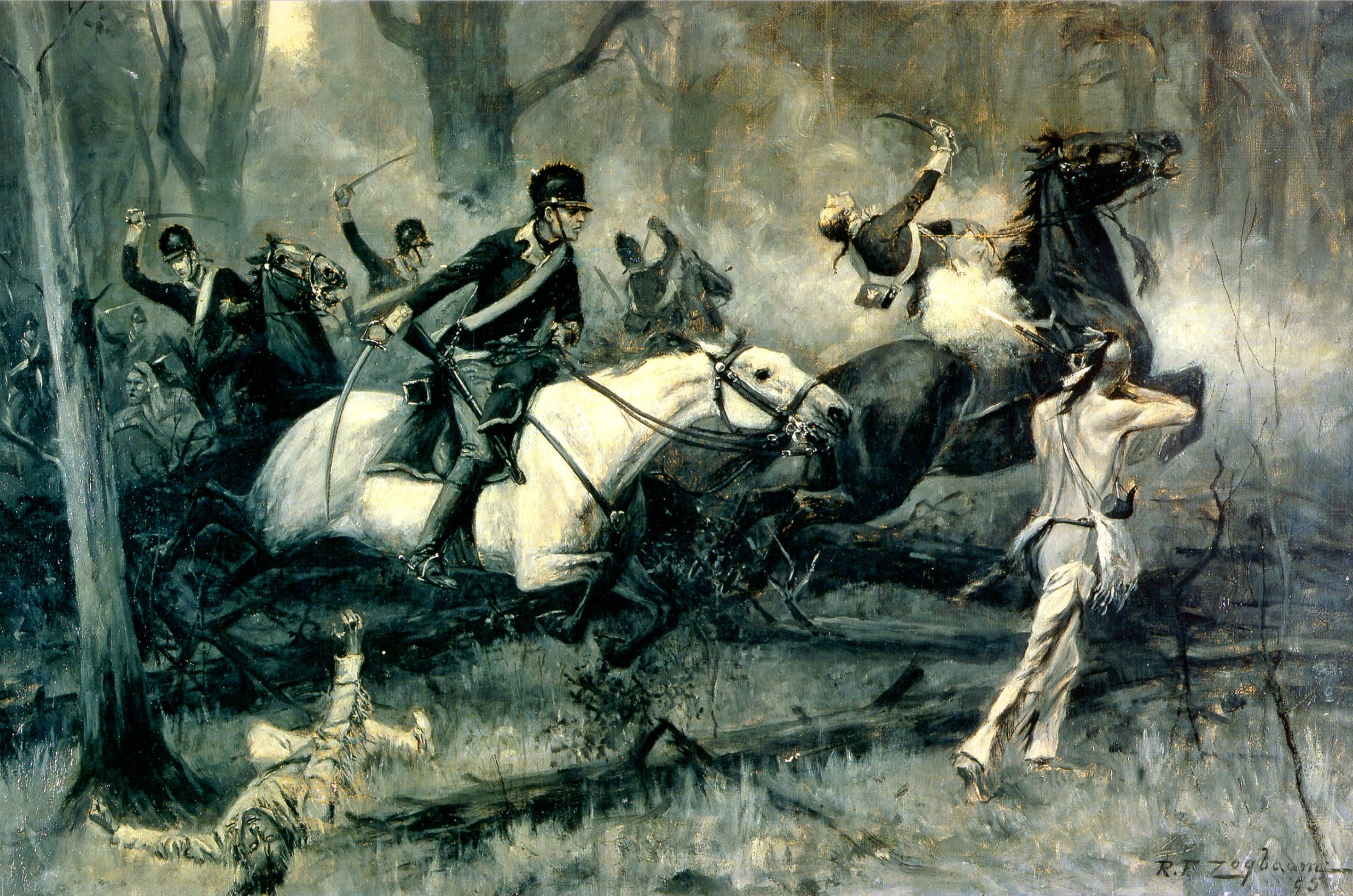
20 août : bataille de Fallen timbers.

- 20 août : le général Anthony Wayne écrase la tribu des Miamis dans l’ancien Nord-Ouest, à la bataille de Fallen Timbers (Michigan), ce qui ouvre la vallée de l'Ohio à la colonisation[11].

- Octobre, révolte du Whisky : les fermiers de l’ouest de la Pennsylvanie, producteurs de grains, prennent les armes et s’insurgent contre la collecte de l’impôt sur le whisky. Le secrétaire au Trésor Hamilton conduit lui-même les troupes qui répriment la rébellion[12].

- 19 novembre : traité de Londres d'amitié, de commerce et de navigation entre les États-Unis et les Britanniques[13]. Il résout les différends à la frontière du nord ouest des États-Unis (ratifié en 1795).

### Europe
- 21 janvier : début des Colonnes infernales qui dureront jusqu'au 17 mai 1794. Ces "Colonnes infernales" sont dirigées par le général Louis Marie Turreau.
- 17 et 18 avril : combats d'Arlon[14].
- 30 avril : victoire française à la bataille du Boulou[15].

- 7 mai : institution du culte de l'Être suprême en France[16].
- 8 mai : Antoine-Laurent de Lavoisier est guillotiné
- 11 mai : Bataille de Courtrai (1794)
- 18 mai : victoire française à la bataille de Tourcoing[17].
- 22 mai : victoire des coalisés à la bataille de Tournai[18].
- 23 mai : suspension de l’habeas corpus pour lutter contre les radicaux en Grande-Bretagne[19].

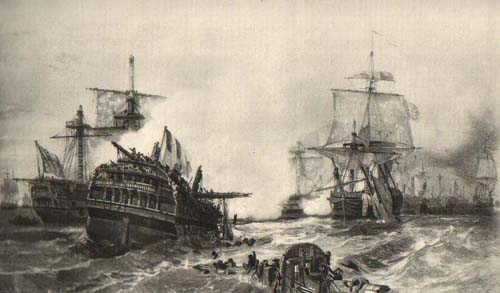
: bataille du 13 prairial an II

- 1er juin : bataille du 13 prairial an II au large d'Ouessant[20].
- 10 juin : loi du 22 prairial an II réorganisant le Tribunal révolutionnaire.
- 26 juin : l'armée française de Jourdan remporte la victoire sur les troupes britanno-hollandaises à la bataille de Fleurus[16]. L’armée de la Convention occupe la Belgique au cours de l’été, puis envahit les Pays-Bas (1794-1795).
- 17 juillet : 16 carmélites de Compiègne sont guillotinées place de la Nation à Paris, alors que la Terreur touchait à sa fin.

- Nuit du 23 au 24 juillet : découverte d’un complot jacobin à Vienne. Johann Hackel, Andreas von Riedel, Franz Hebenstreit, Heinrich Jeline, Jakob Ignaz Jutz, Ignace Martinovics (hu), Cajetan von Gilowsky sont arrêtés[21].
- 24 juillet : victoire française lors du combat dans la vallée de Bastan, la route de l'Espagne est désormais ouverte à l'armée française[22].
- 27 juillet : Chute de Robespierre, fin de la Terreur, et début de la Convention thermidorienne[16].
- 28 juillet : exécution de Maximilien de Robespierre[16].

- 10 août : fin du siège de Calvi[23].
- 28 août : l’évêque de Pistoia, Scipione de' Ricci, est condamné par le pape pour sa doctrine par la bulle Auctorem fidei[24].
- 31 août : Explosion de la poudrerie de Grenelle.

- 17 et 18 septembre : victoire française à la bataille de Sprimont[25].

- 11 octobre : cérémonie d'entrée au Panthéon de Jean-Jacques Rousseau.

- 5 novembre : prise de Maastricht par la France[26]. Pichegru conquiert les Pays-Bas durant l'hiver 1794-1795.
- 17 - 20 novembre : victoire française à la bataille de la Sierra Negra ou de Sant Llorenç de la Muga. Les Français occupent le Guipuscoa et la Catalogne. Figueras tombe le 28 novembre, dans la panique qui suit la mort du comte de La Unión le 20[27]. Les Français ne réussissent pas à réveiller le sentiment indépendantiste de ses régions, en raison des pillages et des mesures déchristianisatrices des armées d’occupation.
- 22 novembre : début du siège de Luxembourg, prise par les Français le 13 juin 1795[26].

- 24 décembre-2 février 1795 : échec de la flotte de la Convention lors de la campagne du Grand Hiver[28].

- Fondation d’Odessa[29].

#### Pologne
- 23 mars : insurrection des patriotes polonais (Proclamation de Kościuszko) contre la Russie à Cracovie[30]. Tadeusz Kościuszko est investi d’un « pouvoir dictatorial » par les patriotes immigrés de Dresde[31].
- 24 mars : Tadeusz Kościuszko promulgue à Cracovie une nouvelle constitution et désigne un gouvernement insurrectionnel, appelé Conseil national suprême ; des cours martiales sont instituées pour poursuivre les traîtres, des commissions locales formées pour moitié de nobles et pour moitié de bourgeois doivent administrer le pays. Une armée est formée par recrutement obligatoire d’un fantassin par ferme et d’un cavalier pour cinquante, soit 100 000 fantassins et 10 000 cavaliers. Kosciuszko obtient l’appui des paysans (il adoucit le régime du servage) mais ne réunira pas plus 70 000 hommes[31].
- Mars : intervention de la Prusse[31].

- 4 avril (24 mars du calendrier julien) : vainqueur des Russes à la bataille de Racławice, Tadeusz Kościuszko parvient à chasser les Prussiens et les Russes de Varsovie grâce au soulèvement du peuple de la capitale (18 avril)[32]. Pendant l’été, de grandes portions de la Pologne occupées par les Russes sont libérées.
- 23 avril (11 avril du calendrier julien) : Vilno se soulève à son tour[33]. Les « Jacobins » y prennent le pouvoir et se livrent à des exécutions. À Varsovie, le conseil est modéré, mais un « club des Jacobins » l’oblige à faire pendre les chefs de la confédération conservatrice de Targowica. Un climat révolutionnaire se développe à Cracovie comme à Varsovie, où des potences sont placées aux carrefours, mais les jacobins et les modérés s’opposent sur le problème de la terreur.

- 7 mai : le gouvernement insurrectionnel de Kosciuszko prend des mesures importantes concernant les paysans : abolition du servage personnel, liberté de déplacement, garantie de la possession de la terre, diminution des corvées[34]. Elles seront aussitôt abrogées par les puissances partageantes.

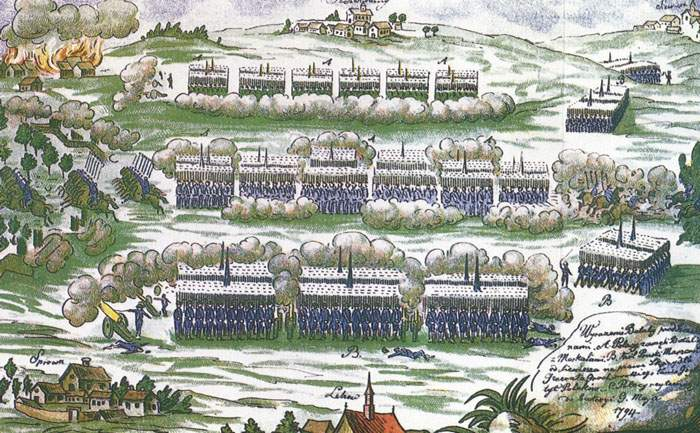
6 juin : bataille de Szczekociny.

- 6 juin : la Prusse bat Kosciuszko à Szczekonicy[33] et occupe Cracovie le 15 juin[31].
- 28 juin : à Varsovie, un massacre est perpétré dans les prisons, par peur des Russes et des Prussiens qui encerclent la capitale : 20 000 soldats polonais s’opposent à 40 000 ennemis. Kosciuszko intervient, livre des batailles dans la banlieue et réalise d’importants travaux de fortification. Le siège est levé en août par le soulèvement de la Grande-Pologne, alors prussienne, qui provoque la retraite des troupes de Frédéric-Guillaume II de Prusse. Mais les Polonais doivent s’incliner devant la supériorité numérique des Russes[31].

- 10 octobre : Kosciuszko est battu et fait prisonnier lors de la bataille de Maciejowice par l’armée d’Alexandre Souvorov[31].

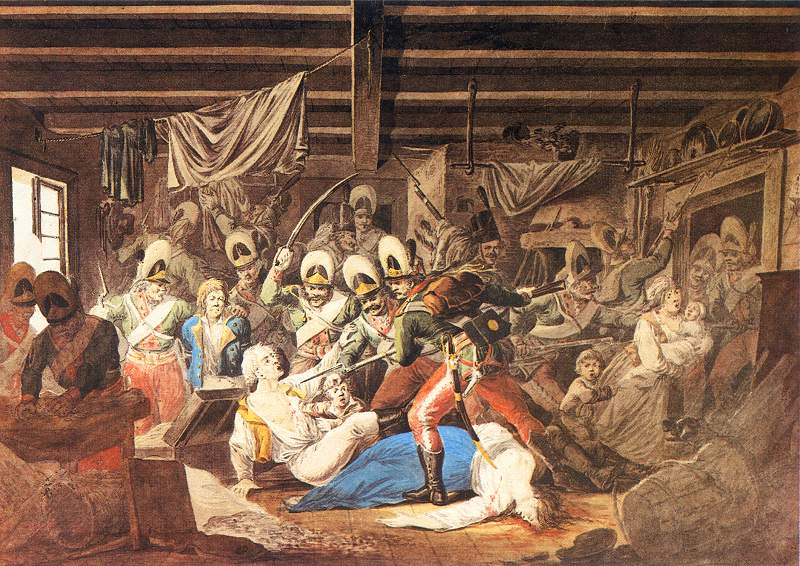
4 novembre : massacre de Praga.

- 4 novembre : Varsovie capitule après le massacre de la population du faubourg de Praga par les troupes de Souvorov. 20 000 civils sont tués par les soldats russes[31].

## Naissances
- 3 janvier : Joseph Lebeau, homme politique belge († 19 mars 1865).
- 11 janvier : Ignace Henry,  homme politique belge († 11 septembre 1890).
- 13 janvier : Nikolai Fedorovich Plautin, officier russe († 24 décembre 1866).
- 29 janvier : François-Vincent Raspail, chimiste, médecin et homme politique français († 7 janvier 1878).
- 9 février : Henri Serrur, peintre français († 2 septembre 1865).
- 21 février : Antonio López de Santa Anna, général mexicain et Président du Mexique († 21 juin 1876).
- 26 février : Barthélemy de Theux de Meylandt, homme politique belge († 21 août 1874).
- 9 mars : Matteo Picasso, peintre italien († 28 décembre 1879).
- 16 mars :
  - Ami Boué, géologue autrichien († 21 novembre 1881).
  - Ferdinando Cavalleri, peintre et portraitiste italien († 20 août 1865).
- 9 avril : Theobald Boehm, compositeur, flûtiste et facteur d’instruments de musique allemand († 25 novembre 1881).
- 10 avril : Matthew Perry, militaire américain († 4 mars 1858).
- 17 avril : Carl Friedrich Philipp von Martius, botaniste et un explorateur allemand († 13 décembre 1868).
- 25 avril : Antoine Sartoris, peintre français d'origine italienne († 17 octobre 1856).
- 26 avril : Jean-Pierre Falret, psychiatre français († 28 octobre 1870).
- 12 mai : James Fazy, homme politique genevois († 6 novembre 1878).
- 13 mai : Louis Léopold Robert, graveur et peintre d'origine suisse († 20 mars 1835).
- 3 juin : Wilhelm Ludwig Rapp, médecin et naturaliste allemand († 11 novembre 1868).
- 26 juin : Pierre-Jules Jollivet, peintre d'histoire et de genre et lithographe français († 7 septembre 1871).
- 6 juillet : Wilhelm Hensel, peintre allemand († 26 novembre 1861).
- 12 août : Thomas F. Mulledy, prêtre jésuite américain († 20 juillet 1860).
- 21 août : Bernhard Studer, géologue suisse († 2 mai 1887).
- 28 août : Nikolaï Maïkov, peintre russe († 23 août 1873).
- 29 août : Léon Cogniet, peintre français († 20 novembre 1880).
- 9 septembre :
  - Léandre Desmaisières, homme politique belge († 27 mai 1864).
  - William Lonsdale, géologue et paléontologue britannique († 11 novembre 1871).
- 10 septembre : François Benoist, organiste et compositeur français († 6 mai 1878).
- 14 septembre : Abel Dimier, sculpteur français († 15 novembre 1864).
- 30 septembre : Carl Joseph Begas, peintre allemand († 24 novembre 1854).
- 9 octobre : Félix Désiré Dehèque, helléniste français († 17 décembre 1870).
- 13 octobre : Anselm Hüttenbrenner, compositeur et critique musical autrichien († 5 juin 1868).
- 28 octobre : Karl Krazeisen, officier bavarois d'infanterie et un peintre amateur († 27 janvier 1878).
- 19 novembre : Félix Voisin, psychiatre français († 23 novembre 1872).
- 20 novembre : Eduard Rüppell, naturaliste et explorateur allemand († 10 décembre 1884).
- 29 novembre : Félix Breański, militaire polonais († 15 janvier 1884).
- 30 décembre : John Edwards Holbrook, zoologiste américain († 8 septembre 1871).
- Date précise inconnue :
  - Anton Chladek, peintre roumain († 1882).
  - Gaspare Sensi, peintre et lithographe italien († 30 janvier 1880).

## Décès
- 4 janvier : Nicolas Luckner, militaire français (guillotiné)
- 8 janvier : Justus Möser, écrivain et homme d'État allemand (° 14 décembre 1720).
- 16 janvier : Edward Gibbon, historien britannique (° 8 mai 1737).
- 24 janvier : Jean-Antoine Morand, artiste, ingénieur, architecte, urbaniste et promoteur français (° 10 novembre 1727).
- 28 janvier : Henri de La Rochejaquelein, l'un des chefs de l'armée vendéenne au cours des batailles de la Révolution française.
- 19 février : Étienne-Charles de Loménie de Brienne, cardinal et homme politique français (° 9 octobre 1727).
- mars :Jean-Denis Bouquette, ancien officier municipal à Huy - Belgique, (décapité)
- 28 mars : Marie Jean Antoine Nicolas de Caritat, marquis de Condorcet (1743-1794), philosophe, mathématicien et homme politique. Allié aux Girondins, opposé à la Terreur, il est proscrit puis arrêté à Clamart et emprisonné et trouve la mort dans sa prison de Bourg-l’Égalité (Bourg-la-Reine).
- 5 avril :
  - Fabre d'Églantine, poète français (guillotiné).
  - Georges Jacques Danton, homme politique français (guillotiné).
  - Hérault de Séchelles, homme d'État (guillotiné).
  - Camille Desmoulins, révolutionnaire français (guillotiné).
  - Claude Basire (guillotiné).
- 13 avril :
  - Sébastien-Roch Nicolas de Chamfort, écrivain moraliste français (° 6 avril 1740) Académicien français (à la suite d'une tentative de suicide).
  - Lucile Desmoulins, femme de Camille (° 18 janvier 1770).
- 16 avril : Domenico Maggiotto, peintre italien (° 1713).
- 23 avril : Guillaume-Chrétien de Lamoignon de Malesherbes, homme d'État français (guillotiné) (° 6 décembre 1721).
- 1er mai : Louis-Nicolas Van Blarenberghe, peintre français (° 13 juillet 1716).
- 5 mai : Louis-Marie-Athanase de Loménie, comte de Brienne, militaire français (guillotiné).
- 8 mai : Antoine Laurent de Lavoisier, chimiste français (guillotiné).
- 12 mai : René Vallée, prêtre réfractaire (guillotiné) (° 8 août 1750).
- 13 mai : Pierre-François Brice, peintre français (° 26 novembre 1714).
- 3 juin : Girolamo Tiraboschi, écrivain et historien de la littérature italien (° 8 décembre 1731).
- 17 juin : Henri Admirat (guillotiné) (° 3 septembre 1744).
- 20 juin : Félix Vicq d'Azyr, médecin et anatomiste français. Il meurt de tuberculose (° 23 avril 1748).
- 22 juin : Charles-Marie Caffieri, sculpteur français (° 22 juin 1736).
- 24 juin : Jean-Baptiste Cloots, révolutionnaire français d'origine hollandaise (guillotiné) (° 24 juin 1755).
- 25 juin : Charles Barbaroux (guillotiné) (° 6 mars 1767).
- 28 juin : René Madec, marin et aventurier breton, nabab du Grand Moghol. Il meurt d'une chute de cheval (° 27 février 1736).
- 17 juillet : les 16 Carmélites de Compiègne (guillotinées)
- 22 juillet : la maréchale de Noailles, née Françoise-Charlotte de Cossé-Brissac, grand-mère paternelle d'Adrienne d'Ayen, marquise de La Fayette ; la duchesse d'Ayen, née Henriette d'Aguesseau, mère de Mme de La Fayette ; la vicomtesse de Noailles, sœur aînée de Mme de La Fayette (guillotinées).
- 23 juillet : Alexandre François Marie de Beauharnais (guillotiné).
- 24 juillet : Rosalie Filleul, peintre et pastelliste française (guillotinée) (° 1753).
- 25 juillet : André Chénier, poète français (guillotiné).
- 28 juillet :
  - Maximilien de Robespierre, avocat et homme politique français (guillotiné).
  - Augustin de Robespierre, son frère cadet, député à la Convention (guillotiné).
  - Louis Antoine de Saint-Just, poète et homme politique français (guillotiné).
  - Georges Couthon, avocat (guillotiné).
  - Philippe-François-Joseph Le Bas, homme politique (suicide).
  - Jacques Claude Bernard (guillotiné).
- 30 juillet : Robert Jean-Jacques Arthur (guillotiné).

- 16 septembre : Hester Bateman, femme d'affaires anglaise (° 1708).
- 19 septembre : Jean-Pierre Claris de Florian, auteur dramatique, romancier, poète et fabuliste français (° 6 mars 1755).

- 20 octobre James Adam, architecte écossais, frère du célèbre Robert Adam, qui fut architecte du Roi (1758-1792) (° 21 juillet 1732).

- 9 novembre : Hryhori Skovoroda, philosophe, poète et pédagogue ukrainien (° 3 décembre 1722).
- 15 novembre : John Witherspoon, pasteur presbytérien américain, un des signataires de la Déclaration d'indépendance des États-Unis d'Amérique (° 15 février 1723).
- 18 novembre : Jacques François Dugommier, général français, tué à la bataille de la Sierra Negra, près de Figueras en Catalogne espagnole  (° 1er août 1738).

- 16 décembre : Jean-Baptiste Carrier, homme politique français, « missionnaire de la Terreur », selon Jules Michelet (° 16 mars 1756).
- 23 décembre : Nicolas Furgault, helléniste français (° 20 octobre 1705).

- Date inconnue :
  - Jacques Anselme Dorthès, médecin et naturaliste français (° 19 juillet 1759).
  - Jacopo Marieschi, peintre italien de vedute (° 12 février 1711).
  - Giuseppe Paladino, peintre italien (° 3 janvier 1721).